# Personalitățile din comuna Hudești, județul Botoșani
Acest articol dezvoltă o secțiune Personalitățile din comuna Hudești a articolului principal, Comuna Hudești, Botoșani.

## Gheorghe Antochi
Gheorghe Antochi (n. 21 noiembrie 1942, Vatra, Hudești, Botoșani, România)  este un fost un inginer agronom și politician român care a ocupat funcția de deputat în legislatura 2008-2012.

## Ion Franc
Ion Franc ( apare în documente și ca Ion Frank ) a fost un latifundiar care a avut în proprietate moșia Hudeștii-Mari începând din preajma anului 1880. În anul 1905 a fost contabilul moșiei lui Ion Ciolac. Maria I. Ciolac avea și ea în posesie o parte din moșia Hudeștii-Mari. La începutul ultimului deceniu al secolului al XIX-lea, Ion Franc a cumpărat moșia Darabani, circa 5093 hectare, de la Ecaterina Golescu și Vasile Lascăr. În 1911, Ion Franc la rândul său, a vândut moșia Darabani „Casei Rurale”, care a parcelat-o și a vândut-o țăranilor în loturi de cinci hectare.

### Proprietarul moșiei Hudeștii-Mari
Așa cum se știe, viața comunităților urbane sau rurale din România se desfășura în trecut pe lângă curțile boierești. În nordul Moldovei familile boierești și-au pus amprenta asupra localităților prin posesiunile funciare pe care le dețineau. Pentru zona Hudești, printre aceste familii s-a numărat familia boierului Hudici, urmată de cea a lui Boldur și Costach(i)e ( Kostaki ), asta pentru că, deținerea de proprietăți agricole era în acele timpuri apanajul unor grupuri restrânse formate din mari familii boierești.
Așa cum reiese din documentele emise de inginerul hotarnic Alfred Deusch - Planul moșiei Hudeștii Mari și Hotărnicia Moșiei Hudeștii Mari, proprietarii din anul 1882 ai moșiei erau Ioan, Ilie și Gheorghe Ciolac și Ioan Tăutu. O parte din păduri a fost vândută lui Iosub Baraț. În 1905 exista o parte de pădure în posesia Mariei I. Ciolac care a vândut-o lui Nicolae și Malca Selțer din Dorohoi. Ion Franc era în acei ani contabilul moșiei lui Ion Ciolac. Ca urmare, a făcut un contract de vânzare-cumpărare cu familia Selțer și s-a angajat să o plătească în 50 de ani cu o dobândă de 4% pe an. Valoarea contractului era de 320,000lei noi. Devenind proprietar, Ion Franc a luat în arendă partea de moșie a lui Ilie Ciolac și a fiicei acestuia - Eufrosina. Proprietatea moșiei Hudeștii-Mari, a fost trecută „... fraților Gheorghe Ilie și I. Ciolac, cumparată de la Maiorul Ioan (Junel) Lățescu-Boldur, eredele defunctului Hatman Gh. Costache Lățescu-Boldur și parte se stăpânește de I.Franc”. Fiul lui I. Ciolac a vândut la rândul lui „... lotul 4 din trupul moșiei” lui Ion Franc, mare proprietar de terenuri agricole. Peste circa 10 ani, în 1908, un urmaș din familia Ciolac a vândut aceluiași Ion Franc încă „... 100 fălci (150 ha – n.n.) de pădure” Reforma agrară din anul 1921 a expropiat 4967ha din averea lui Ion Franc și a altora, suprafața care a rămas tuturor proprietarilor fiind de 1366ha. Marie și Ion Franc au construit începând din anul 1897 o curte boierească pe lotul cumpărat în satul Hudești. În acei ani de sfârșit al secolului al XIX-lea, Franc a deținut și funcția de primar al satului. Din această funcție, el a ajutat la ridicarea bisericii ortodoxe din satul Alba.
Familia lui Ion Franc a contribuit împreună cu localnicii la construirea bisericii din satul Cuza-Vodă cu hramul „Intrarea în Biserică a Maicii Domnului”. Biserica a fost construită între anii 1921 - 1923 folosind lemn donat de Ion Franc de pe moșia Hudeștii Mari. Sfințirea lăcașului de cult a avut loc în noiembrie 1923.
Ion Franc a fost ales de către români ca senator agricol în Senatul României. Ion Franc a contribuit la construirea bisericii din lemn din Bașeu din anul 1902, donând lemnul necesar ridicării edificiului, în valoare de 7.000lei. Portretele Mariei și Ion Franc se pot vedea pe pictura murală a bisericii pe care au ctitorit-o.
În anul 1897, pe vremea când Ion Franc era primar, s-a terminat edificarea bisericii parohiei din satul Alba, acțiune care a fost finanțată prin testamentul pe care l-a lăsat Iordache Costache Boldur-Lățescu. Ion Franc a fost cel care a dus la îndeplinire dorința boierului Lățescu.
Numele de Franc a rămas în toponimia comunei Hudești. Iazul Velnița de numea în trecut Lacul lui Franc. Ion Franc și soția sa Marie au fost înmormântați în curtea bisericii de lemn cu hramul Sfântul Mare Mucenic Pantelimon din Bașeu, acolo unde portretele lor au fost pictate în frescă de către pictorul Prisăcaru din Botoșani.
Pentru activitatea lui în zona comunei Hudești vezi:

### Parcul dendrologic
Pe drumul asfaltat care duce spre satul Alba, pe partea stângă, aproape de centrul comunei Hudești, se află parcul dendrologic și curtea lui Ion Franc. Parcul este amplasat în apropierea livezii boierești care pe parcursul timpului a fost supusă unui lung proces de defrișare. În parc pot fi văzute unele specii de tuia, pini, mesteceni, salcâmi galbeni, carpeni, arbori ornamentali, brazi și stejari seculari. Livada a dispărut, la fel și aleile cu tei din care a mai rămas doar una.

Releveul edificiului

Curtea boierească a lui Ion Franc se află în proximitatea celorlalte monumente istorice din localitate: Conacul Boldur-Lățescu și cele două lăcașuri de cult care fac parte din patrimoniul național - Biserica ortodoxă „Sfinții Voievozi” Hudești, ridicată în 1759 și Biserica „Sfântul Gheorghe” Mlenăuți, ridicată în 1803. Stabilimentul lui Franc este un adevărat complex arhitectural edificat în 1898 la confluența râului Bașeu cu un afluent al acestuia.
Construcția se afla ridicată pe un platou dreptunghiular, 310 x 120 m, pe care au fost făcute spațiile componente. Platoul a fost supraînălțat, existând o diferență de nivel între suprafețele de teren alăturate și el de circa 8-10m. Relieful coboară spre sud și vest pe curbe colinare către albia Bașeului. Pentru acei ani de sfârșit de secol XIX, structura stabilimentului boieresc reprezenta o adevărată fortificație. Fundația a fost făcută din piatră, zidurile din cărămidă și giurgiuvelele și ușile din lemn de brad de către meșteri francezi. Cu timpul, edificiul a fost supus unui lung proces de eroziune și degradare.
Din toate anexele de creștere a cailor de rasă a mai rămas doar una, 40 x 10m. Renumită în această zonă, fabrica de alcool de pe malul Bașeului, precum și parcul dendrologic care are trei alei pietruite cu tei pentru manejul cailor, împreună cu anexele, au constituit un ansamblu de o rară frumusețe.
Evoluția culturală și economică care s-a derulat în anii antebelici și apoi în perioada interbelică și-a urmat cursul în industrializarea și centralizarea economică din perioada regimului comunist. Conacul lui Ion Franc și-a schimbat destinația în sediul unității grănicerești din localitate, apoi a funcționat ca sediu al ocolului silvic și mai apoi ca unitate sanitară și maternitate. Anexele pentru cai au devenit moară de porumb și fabrica de spirt a dispărut cu totul. Dintre toate componentele stabilimentului, doar parcul dendrologic a fost conservat cu toți arborii lui impresionanți, lângă el a fost amenajat un teren de sport. După 1989, edificiile nu au fost revendicate și oficialitățile locale au restaurat conacul care a rămas cu aceeași funcție de dispensar sanitar. Încetul cu încetul, toată fortificația ridicată la sfârșitul secolului al XIX-lea a trecut în uitare.

## Culișniuc-Olaru Ilie
Culișniuc-Olaru Ilie ( n. 11 iulie 1923, Bașeu, comuna Hudești, județul Dorohoi - d. ? ), a fost un militar de carieră cu gradul de colonel. S-a născut la Bașeu și din cauză că a făcut parte dintr-o familie numeroasă a fost înfiat de unchiul lui, Ion C. Olaru. A absolvit școala primară din Bașeu după care a fost agricultor și apoi a îndeplinit unele activități în cadrul primăriei comunale.
Pe 1 noiembrie 1943 a fost volunar al Școlii de subofițeri nr. 2 din București aflată în subordinea Regimentului de gardă al conducătorului statului. A absolvit școala la 10 mai 1945 fiind clasat în primii 20 de elevi din cei 700 care au dat examenul de absolvire la Făgăraș. După 1944, a fost pe front cu Regimentul de Infanterie nr. 115 și a luptat la Țigănești, județul Prahova, la Oarba de Mureș și  la Dealul Sângeorgiu, cotele 495 și 463.
După ce s- a întors de pe front și-a continuat studiile la Școala de subofițeri de la Făgăraș până în 10 mai 1945 când a fost avansat la gradul de sergent major. La acea dată a fost transferat la Regimentul 11 Dorobanți ca încheietor de pluton. A trecut mai apoi pe la Centrul de exploatare Suceava, apoi la Regimentul nr. 2 Care de Luptă și apoi a fost trimis la Școala de ofițeri de Infanterie din Sibiu pe care a absolvit-o pe 30 decembrie 1948. Ca urmare, a fost avansat la gradul de sublocotenent și a fost numit în funcția de comandat de pluton la Regimentul nr. 1 Vânători Râmnicu Vâlcea.
O dată cu reorganizarea armatei, la 1 ianuarie 1949 a fost avansat la gradul de locotenent și a fost transferat la Slobozia la Regimentul nr. 34 Infanterie în funcția de ofițer de contrainformații. Ulterior a fost mutat la Escadrila Hidroaviație din Mamaia și apoi la Școala de Specialiști Inferiori de Aviație din Galați, unde a fost comandant de companie și ofițer cu pregătirea de luptă.
Din 1 noiembrie 1951 a urmat cursurile de ofițeri din cadrul Academiei Spatelui Armatei pe care a absolvit-o în 1953. Ca urmare, a fost încadrat la Secția de Pregătire operativă și de luptă din Comandamentul serviciilor armatei cu funcția de șef al secției de organizare, mobilizare și planificare-înzestrare, funcție în care activat până în 1982, momentul pensionării la limită de vârstă cu gradul de colonel.
În toată perioada de activitate militară a publicat o serie de articole la Buletinul Serviciilor Armatei, Revista Armelor și Spatele Armatei, Revista de istorie militară, Revista Probleme de Artă a județului Botoșani, Observatorul militar, Gazeta Botoșani și Magazin Istoric. A colaborat cu scrierea capitolului Activitatea serviciilor la ciclul de șase volume Veteranii pe drumul onoarei.
A primit ca premiu o mențiune din partea Revistei de istorie militară pentru ciclul de articole Numele lor a rămas în istorie și pentru lucrarea Golgota Estului i s-a acordat marele premiu Mihai Viteazul. A fost decorat cu ordine și multe medalii ale României. A participat la activități oficiale și misiuni în străinătate după cum urmează -- 1970 Bulgaria, 1980 Zimbabwe, 1982 China. După 1982, ca pensionar, a activat în Asociația Națională a Veteranilor de Război ca membru în comisia de memorialistică.

## Costache Jacotă
Costache Jacotă (n. 8 mai 1926, Vatra) este un învățător, pedagog, monograf, etnograf și folclorist român. În perioada anilor 1946 - 1986 a fost învățător în comuna Hudești, dar și directorul Școlii Generale din Hudești. S-a născut în familia lui Gheorghe Jacotă și Ralița ( născută Zaharia ), care a avut trei băieți - Costache, Gheorghe și Vasile. Toți trei au devenit învățători.
A urmat cursurile școlii primare din Hudești la clasa învățătorului Constantin Uriță, după care Școala Normală din Șindriceni pe care a absolvit-o în anul 1946. A obținut gradele didactice II, I și gradația de merit. A activat peste 40 de ani în aproape toate școlile comunei și a fost directorul coordonator al acestora. A fost președintele comisiei de judecată, președinte al comisiei de cenzori, responsabil al cercului pedagogic al învățătorilor din Darabani și a îndeplinit funcția de secretar al Sindicatului Regional de Învățământ Suceava. A scris monografia Școlii Costăcheasca și a corului din Hudești. Costache Jacotă a reînființat muzeul școlar din Hudești și a fost directorul corului și al grupului vocal-folcloric. Ca instructor al formațiilor artistice din comună, a participat la fazele județene ale Festivalului Cântarea României. La toate edițiile festivalului a ocupat locul II și III.
A făcut numeroase cercetări etno-folclorice în această zonă geografică a României și a organizat multe expoziții permanente începând din 1957 expunând peste 600 de obiecte pe care le-a adunat de-a lungul anilor. A activat în acest sens în calitate de colabolator la Ziarul Clopotul din Botoșani și în cadrul filialei din Iași a Academiei Române. A scris o monografie a comunei Hudești și o culegere de folclor publicată în 1978 sub numele de Folclor hudeștean. Cercetările sale s-au derulat timp de douăzeci și cinci de ani. A adunat poezii populare, unele fiind publicate și de alții autori, însă cele mai multe au fost culese și publicate de el pentru prima oară.
După propriile lui mărturisiri, multe din poeziile culese, de la cimilituri la cele legate de sărbătorile de iarnă, proverbe și multe altele, le-a cunoscut din copilărie de la mama sa, Ralița Gh. Jacotă.
Costache Jacotă a făcut parte din școala veche care se baza pe pasiunea pentru folclor a lui Mihai Eminescu. A făcut parte din mișcarea generată de etnologul Dimitrie Gusti și a grupului format din Grigore Gheorghiu, Tiberiu Crudu, Dumitru Furtună, Nicolae Răutu, D. Negureanu, Ștefan Ciubotaru, Alexandru Bardieru, Aurel Ștefan, Vasile Ungureanu, Dumitru Lavric, Gheorghe Țuculeanu, Stelian Cârstian, I. H. Ciubotaru. Fără să iasă în evidență, Costache Jacotă, a respectat metodologia culegătorilor de folclor așa cum a fost ea transmisă de întaintași. Un argument pentru această afirmație este modul cum a întocmit culegerea lui de folclor indicând sursele, persoanele de contact pe care le-a chestionat pentru crearea acestei antologii etnografice.
Aflat într-o zona austeră a nisipului cuarțos, Hudeștiul ține și de o tradiție istorică îndepărtată. În afara cercetărilor sale despre istoria acestei comune, Costache Jacotă a fost și un cercetător al vestigiilor arheologice foarte prezente în această regiune. Dacă 
Alexandru Odobescu a făcut prima menționare documentară despre situl arheologic de la Baranca - La Cetățuie în secolul al XIX-lea, situl fiind descoperit de Odobescu în anul 1870, Jacotă a făcut parte din grupul de profesori locali care au descoperit unele situri arheologice de pe teritoriul comunal. Învățătorul Dumitru Jar a descoperit în anul 1972 situl de la Baranca - Vatra Satului, Gheorghe Toma în 1974 așezarea Cucuteni de la Mlenăuți din Dealul Morii, Costache Jacotă împreună cu Gheorghe Toma în 1975 movila de la Mlenăuți la vest de sat, în 1975 movila Burtoasă la Hudești, Costache Jacotă în 1973 așezarea Cucuteni de la Hudești - La Cresneanu, P. Șadurschi în 1980 situl arheologic de la Hudești - La Ciacâr. Studiind harta topografică a României la scara 1-25.000, Octavian Liviu Șovan a identificat pe teritoriul comunal alte situri aflate sub formă de movile, respectiv morminte tumulare, care nu au fost încă cercetate de către cineva de specialitate.
Costache Jacotă a împlinit în 8 mai 2025 vârsta de 99 de ani pe care i-a sărbătorit în Feldioara, Brașov unde locuiește împreună cu unul din fiii săi, Liviu. La Hudești casa i-a luat foc și proprietatea lui a rămas în paragină. Nu se știe dacă monografia Hudeștiului rămasă în stadiul de manuscris a fost salvată, însă profesorul Gheorghe Apătăchioae a folosit-o la întocmirea monografiei publicate în 2010 cu aportul financiar al lui Gheorghe Antochi. Soția lui a fost educatoare la grădinița din Hudești. Familia Jacotă are doi fii, Adrian ( Slobozia ) și Liviu. 
Costache Jacotă face parte din grupul veteranilor de război ai Armatei Române cărora li s-a conferit Medalia Crucea Comemorativă a celui de Al doilea Război Mondial de către Asociația Națională a Veteranilor de Război, prin decretul 825/2004 emis de  Președintele României Ion Iliescu, contrasemnat de Prim-Ministrul Adrian Năstase la 25 octombrie 2004.

## Familia Costache — Ramura Boldur-Lățescu
Istoria familiei Costache a început în secolul al XVII-lea cu sulgerul Costache, cel care a dat patronimul familiei, fiul preotului Ioan de la Epureni. Costache a avut doi fii Antiohie și Gavriliță și a fost atestat documentar în anul 1623 ca mare comis, apoi în 1626 ca mare sulger în timpul domniei lui Miron Barnovschi Movilă. 
Familia de boieri Costache a avut 4 ramuri principale - Ramura Negel a lui Vasile Costache, Ramura Lupu I Costache și descendenții, Ramura Epureanu cu Costache Costache și ramurile Talpan și Boldur-Lățescu ale lui Gavril Costache care aparținea generației a patra. Gavril Costache a fost căsătorit cu Paraschiva Ion Balș cu care a avut trei copii - Safta, Ilie Costache Lățescu care a dat genealogic Ramura Lățescu-Boldur și Lupu care a dat Ramura Talpan.
Moșia Hudeștii-Mari a aparținut istoric de ramura Boldur-Lățescu apărută ca urmare a căsatoriei dintre Ilie Costache Lățescu cu Anița M. Sturdza, care a făcut parte din generația a cincea a familiei Costăcheștilor.

### Gavril Costache
Gavril Costache ( n. ? - d. 1737 - 1738 ) a fost cel de al doilea băiat al lui Vasile Costache și Ecaterina. Afirmația este o ipoteză bazată pe informația că Gavril a devenit dregător ca mare sulger pe 1 martie 1706 în timpul domniei lui Antioh Cantemir, fiind al doilea dregător din familie. Înaintea sa, fratele lui Constantin, a fost cel de al treilea postelnic numit în 1703. Copiii lui Vasile Costache au învățat carte la Școala domnească de la Mănăstirea Sfinții Trei Ierarhi din Iași sau acasă cu dascăli și pedagogi plătiți. Din studiile istorice care s-au făcut, există probabilitatea ca Gavril să fi ocupat și alte dregătorii de mai mică importanță pe timpul primei domnii a lui Mihai Racoviță. În cea de-a doua domnie a lui Racoviță, acesta l-a reconfirmat  pe Gavril în aceeași funcție, datorită susținerii pe care o avea în Divanul domnesc, coagulată prin unchiul după tată, marele vornic Lupu Costache, marele comis Constantin Costache, marele vistiernic Ioan Palade, care era unchi prin alianță, și chiar prin Mihai Racoviță Voievod care era cumnatul lui Palade.
Perioada de influență a Costăcheștilor s-a încheiat o dată cu venirea în Scaunul domnesc a primului domn fanariot, Nicolae Mavrocordat, în anul 1709. Mavrocordat a dorit să slăbească influența neamurilor boierești și să elimine privilegiile pe care acestea le aveau. Astfel el a anulat unele decizii luate de Divan și a folosit mijloace violente ca maltratarea fizică și detenția. Gavril era un apropiat al vistiernicului Ilie Cantacuzino care era un unchi matern. Există ipoteza ca această legătură de familie l-ar fi salvat atunci când a fost legat de scara palatului domnesc și a fost bătut cu biciul la fel cum erau pedepsiți robii țigani.

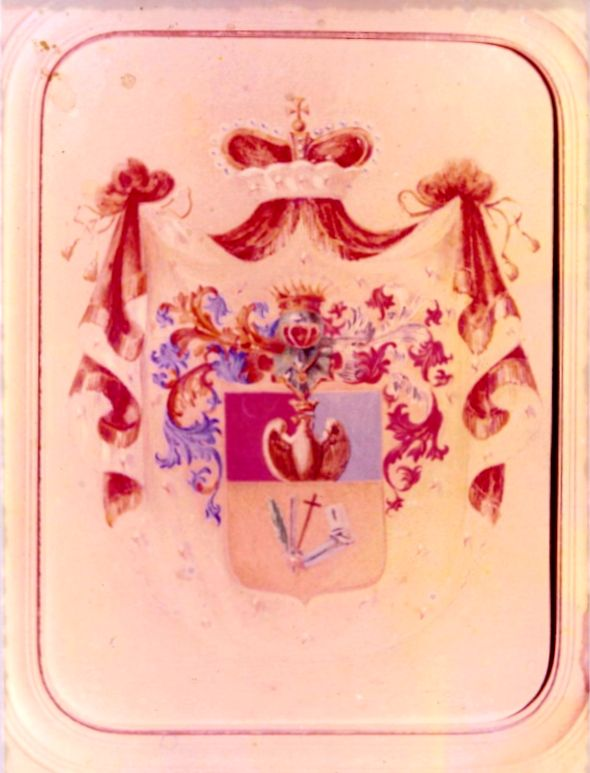
Blazonul Costăscheștilor din a doua jumătate a secolului al XIX-lea

Gavril și urmașii lui și-au recăpătat influența politică la revenirea în Scaunul domnesc a lui Dimitrie Cantemir, care l-a numit pe Gavril ca mare culcer. La revenirea lui Nicolae Mavrocordat din 1711, acesta și-a schimbat politica radical în ce privește atitudinea față de boieri, recunoscând astfel că nu poate guverna fără ajutorul acestora. Astfel, Gavril a rămas ca mare culcer și Toader, fratele lui, a devenit al doilea postelnic al țării. Favoarea lui Mavrocordat era una de aparență, pentru că la prima ocazie acesta a atacat printr-un act juridic intersele Gavrileștilor, poruncind distrugerea morilor lui Gavril aflate în proximitatea târgului Bârlad, la Podeni.
Gavril Costache apare în documentele vremii ca mare stolnic în Sfatul domnesc, constituit după obiceiurile timpului din rudele domnitorului în perioada celei de a treia domnii a lui Mihai Racoviță ( 1716 - 1726 ).  Fiind om de încredere, Gavril a făcut parte din delegația trimisă în octombrie 1721 de Racoviță să restabilească granița Moldovei cu Bugeacul. Documentele relevă faptul că Gavril era până în anul 1726, titularul marii stolnicii a Moldovei.
În perioada 1726 - 1733, pe timpul primei domnii a lui Grigore II Ghica, Gavril ocupa dregătoria de mare paharnic și în 1728 era staroste la Putna. Venind la putere, Constantin Mavrocordat ( 1733 - 1735 ) l-a făcut pe Gavril mazil, însă Grigore II Ghica îl repune în funcție de mare ban în 1735. Din 1737 nu mai apare în documentele de arhivă, dar este menționat într-un document de la sfârșitul lui 1737 ca judecător, atribuție care era specifică marelui ban al Moldovei. Gavril a decedat în 1737 sau în 1738, an în care fratele lui Toader apare menționat la 1 mai ca mare ban.
Gavril a fost căsătorit cu Paraschiva Balș și au avut trei copii - Lupu, Ilie și Safta. Lupu a deschis ramura genealogică Talpan a Costăcheștilor, Ilie a Bodur-Lățeștilor și Safta a fost căsătorită cu Dinu (Constantin) Done. Safta era pentru Done nepoată de văr de-al doilea (Gavril Costache), fapt care indică plaja foarte restrânsă pe care se făceau căsătoriile copiilor de boieri în acele vremuri. Numele Saftei se regăsește pe pomelnicul bisericii cu hramul „Sfântul Gheorghe” din Focșani. Toți fiii și nepoții lui Gavril s-au căsătorit cu fiice ale marilor familii boierești - familia Cantacuzino, familia Racoviță, familia Balș, familia Palade, familia Ruset, familia Ursache.

### Ilie Costache Lățescu
Ilie Lățescu ( n. ? - d. 1776 ) a fost un mare armaș al domnitorului Grigore II Ghica, în a doua domnie a lui pe Scaunul Moldovei. A fost fiul lui Gavril Costache și al Paraschivei Ion Balș, el fiind cel care a dat numele Ramurii Boldur-Lățescu din arborele genealogic al familiei Costache ( Costăcheștilor ). Armașul Ilie a organizat la Galați un conac pentru Naili Abdullah Paşa, pașa din Hotin. În vremea celei de a patra domnii a lui Ghica II, a deținut funcția de mare stolnic după care, a dispărut din documentele de arhivă. În perioada 1753 - 1754 a fost ispravnicul Ținutului Fălciului. A reapărut la începutul anului 1755 când Matei Grigore Ghica l-a făcut mare paharnic.
Ilie a fost boier mazil în anii în care au domnit Constantin Racoviță ( 1756 - 1757 ) și Ioan Teodor Callimachi ( 1758 - 1761 ). Grigore Callimachi, în prima domnie a lui, i-a dat dregătoria de mare ban însă i-a retras-o după doar câteva luni. Pe 16 aprilie 1763, Callimachi l-a căftănit pe Ilie ca mare spătar. În Sfatul domnesc, Ilie a avut ca susținători pe marele logofăt Manolache Costache, unchi de văr primar, și pe socrul său, marele vornic al Țării de Jos, Mihalache Sturdza.

Stema folosită de boierii Boldur și Costachi ai Moldovei

Pe Scaunul Moldovei a venit în anul 1764 Grigore III Ghica, cel care a folosit politica Ghiculeștilor de a colabora cu boierii din Familia Costache. El i-a promovat ca înalți demnitari și pe Ilie l-a făcut mare vornic al Țării de Sus. În 1767, o dată cu revenirea la putere în cea de a doua domnie a lui Grigore Callimachi, boierimea moldovenească a înțeles că prin comportamentul lui agresiv acesta pregătea distrugerea boierimii pământene, singura clasă socială care era în acele timpuri capabilă să conducă Moldova. Ca urmare, Ilie Lățescu a participat la revolta antifanariotă condusă de Iordache Venin, vărul lui primar. Astfel, Ilie, în postura de mare vornic, împreună cu Iordache, vistiernic, și alții ( până la 18 boieri ) au fugit la tătari în iunie 1767. Înainte de a fugi, aceștia au distribuit în Moldova memorii cu argumentele răzvrătirii lor. Așteptând la Istanbul rezultatul plângerii, din cauza unei boli necunoscute, Iordache Venin a decedat. Ilie împreună cu ceilalți boieri l-au înhumat la Mănăstirea Căpriana, pentru că nu au putut să-i aducă trupul acasă pe timp de vară.
După mazilirea lui Grigore Callimachi, Ilie a fost reabilitat și grațiat și a ocupat funcția de mare vornic al Țării de Sus, fiind numit de Divan, sub ocupația rusească din perioada 1769 - 1774. Din afirmațiile lui Gheorghe Ghibănescu rezultă că  Ilie și-ar fi păstrat dregătoria și în primii ani de domnie a lui Grigore III Ghica din cel de al doilea mandat ( 1774 - 1777 ). În opinia cercetătoarei Elena Monu, decesul lui Ilie Costache Lățescu s-ar fi petrecut în anul 1776, argumentul fiind relevat de o analiză semantică a bilanțului visteriei Moldovei care făcea referire la „vorniceasa lui Ilie Costache”.
Vorniceasa lui Ilie Costache a fost fiica lui Mihalache Sturdza, marele vornic al Țării de Sus din perioada 1758 - 1761. Ilie s-a căsătorit cu Anița în anul 1740, lucru care reiese dintr-un zapis de danie din decembrie 1760 care poartă semnătura fiului lor Mihalache Costache. Moșia părintească a lui Ilie cuprindea moșiile lui Vasile din Ținutul Fălciului, Ținutul Tutova, Lățești, Tricolești, Ghibeni și Ștefeni. Anița a adus ca zestre satul Hudești din Ținutul Dorohoiului. Moșia din Hudești a fost transmisă mai departe lui Mihalache și el la rândul lui urmașilor.
La fel ca boierii cu dregătorii din secolul al XVIII-lea, Ilie Costache Lățescu a trăit cea mai mare perioadă a vieții în casele ridicate pe Ulița Feredeilor ( Ciobotărească ), care se învecinau cu Mănăstirea Sfinții Trei Ierarhi din Iași. Curtea casei lui era în proximitatea ruinei de azi a fostei Școli Domnești. Ilie a fost o persoană cultă, dotată cu talent la desen și arta caligrafiei. Calitățile sale sunt și astăzi relevate de Evangheliarul scris de el, pe care l-a donat  în 26 martie 1754 Bisericii Schitului Ghireasca din satul Ghireasca, Vaslui. Manuscrisul furnizează informații importante cu privire la familia lui, formată din Ilie, Anița, Mihalache și Maria. Despre Maria se știe că a fost căsătorită înainte de anul 1766 cu Manolache, fiul marelui logofăt Ion Bogdan căsătorit cu Ecaterina Sturdza. Maria a rămas văduvă din tinerețe, la 17 august 1778, având doi copii minori - Anica și Dimitrie. Manolache și Ioniță Cuza, au decedat în acea zi fiind decapitați la porunca domnitorului Constantin Moruzi.

### Mihalache Costache Lățescu
Mihalache Costache Lățescu ( n. 1740 (?) - d. 1816 )  a purtat numele bunicului matern, care era supranumit Lățescu după numele moșiei Lățești, aflată astăzi în satul Lățești, parte a orașului Murgeni din județul Vaslui. În zapisul Sofiei Călugărița din luna decembrie a anului 1760 prin care aceasta donează 500lei pentru refacerea Bisericii Sfinții Teodori din Iași, Mihalache a semnat ca mare jitnicer, fapt care sugerează că el a obținut dregătoria de la Scarlat Grigorie Ghica, iar la 31 mai a semnat Sama Mănăstirii Spiridon din Iași.
Datorită neliniștilor pe care le aveau domnitorii din familia Callimachi cu privire la boierii pământeni Costache, se presupune că Mihalache ar fi fost și logofăt, al doilea sau al treilea pe scara ierarhică, la începutul domniei lui Grigore III Ghica, iunie 1764. Reformatorul Ghica l-a numit ca al doilea spătar, undeva după data de 20 februarie 1765. La venirea pe scaun a lui Grigore Callimachi, acesta l-a dat jos din funcția deținută. Mihalache nu a luat parte la fuga opozanților la tătari, deci și a tatălui său Ilie, dar a suportat rigorile apărute în urma trădării acestora. Ca urmare, el a fost chemat pe 15 iunie 1767 la Iași în vederea delimitării moșiei de la Hudești de satul Comănești, care aparținea ca moșie de jitnireasa Maria ce era mătușa lui Grigore Callimachi.  Istoricii au menționat că Mihalache ar fi intuit că mobilul ascuns al chemării era reținerea lui ca șantaj împotriva lui Ilie Costache Lățescu. De aceea Mihalache a refuzat să se conformeze ordinului și a rămas pe moșia de la Hudești.
Mihalache a ocupat o serie de dregătorii - în perioada 1769 - 1774 a ocupației țariste, posibil și după aceea, în vremea domniei lui Grigore III Ghica, a fost ispravnic al Ținutului Dorohoi. Apoi Alexandru I Mavrocordat l-a numit în Divanul domnesc pe postul de mare paharnic. După anul 1795, Alexandru Callimachi l-a făcut mare spătar.  La bătrânețe, spătarul Mihalache s-a retras la Lățești, la singura moșie pe care o mai avea în 1816.
Mihalache a fost căsătorit cu Maria Canano, care provenea dintr-o mare familie de moșieri din Țara de Sus. A avut cu Maria trei băieți - Ioniță, Ilie și Gheorghe, și o fiică Ileana. Ileana (Elena) Costache Lățescu s-a căsătorit cu Ioniță Bașotă și au avut ca fiu pe cunoscutul Anastasie Bașotă. Ileana și cu Ioniță au ridicat la Pomârla un conac și o biserică (1813) care a devenit necropola Bașotă. Sub cafas în naos, se poate vedea și astăzi tabloul ctitorilor Ionița, Ilie, Anastasie și Sofia, fiica acestuia.
Continuarea ramurii genealogice a Lățeștilor a fost asigurată de Gheorghe, fiul lui Mihalache, deoarece Ilie, fiul cel mare, nu a avut urmași, fiind căsătorit cu fiica lui Ene. Mezinul Ioniță care a fost armaș, a fost căsătorit cu o fată din familia Miclescu și a avut doar o fiică, pe nume Sofia. Ioniță a decedat înainte de 1816 și a lăsat moștenire Sofiei, care era minoră, moșia Ișnovăț din Ținutul Orheiului. Sofia Costache Lățescu, a fost nașa de botez a Sofiei Bașotă. Fiica cea mai mare a lui Anastase Bașotă, Elena, a fost botezată de bunica ei, Ileana Costache Lățescu.

### Gheorghe Costache Lățescu
Gheorghe Costache Lățescu ( n. 1775 (?), Hudești – d. după 1842) a fost un boier din familia Costache, ramura Boldur-Lățescu, care a avut rangul de spătar, funcție pe care, probabil, a primit-o la începutul celei de a treia domnii a lui Scarlat Callimachi. Gheorghe Lățescu a fost în 1818 stăpânul moșiei Hudeștii-Mari din Ținutul Dorohoiului.
Atestat documentar în anul 1829 „... Gheorghi Costachi, spătar cu caftan, născut în satul Hudești, de 45 de ani”, locuia în Botoșani, care avea rangul de târg. Gheorghe și-a declarat apartenența la familia Costăcheștilor, prezentând documente în care se menționa faptul că era nepotul agăi Iordachi Costachi și că era din spița mitropolitului Veniamin Costache. A fost confirmat în funcția de spătar de către Mihail Sturdza în 2 ianuarie 1835, sub titlul boieresc fiind menționată spița lui Iordache Mălinescu-Văleni. Documentul a fost publicat în 16 februarie 1842.
Gheorghe Costache Lățescu a fost căsătorit cu Zoe (Zoița) Krupenschi care provenea dintr-o familie de boieri din Țara de Sus. Au avut doi băieți, Alecu ( Alexandru ) și Iordache, și o fiică Pulheria. Alecu a fost rothmeister în Miliția Moldovei, un rang echivalent cu gradul de maior. A fost căsătorit, dar nu a avut copii, și a murit la Bârlad în luna ianuarie 1855. Pulheria a fost cea de a doua soție a lui Neculai Rosetti ( n. 1810 (?) - d. 1856 (?) ). Există informații publicate de Gheorghe Gane în articolul Câteva însemnări despre familia Gane, în „Arhiva genealogică”, II (VII), din 1994, care precizează că Gheorghe și Zoe ar mai fi avut o fiică - Maria Boldur Costache, care a fost prima nevastă a lui Pascal Gane ( aflat pe ramura de la Bârlad ). Argumentul lui Gane a fost că străbunul lui purta numele de Iordache Lățescu însă nu știa dacă acesta a fost fiul lui Pascal Gane cu Maria.

### Iordache Gheorghe Costache Boldur-Lățescu
Iordache (Gheorghe) Costache Boldur-Lățescu ( n. 1798, Hudești – d. 19 februarie 1857, Hudești ) a fost un mare latifundiar, colonel, hatman, spătar și logofăt al Moldovei. A avut în proprietate peste 20.000ha, moșia Hudeștii-Mari acoperind cea mai mare parte a posesiunilor sale agrare. A fost primul descendent al familiei Costache care și-a adăugat numele de Boldur.
S-a născut la Hudești, Ținutul Dorohoiului în anul 1798 și a urmat cursurile Academiei Tereziene din Viena și a absolvit Școala de cadeți din Sankt-Petersburg. Ca urmare a înființării Miliției Moldovei din anul 1830, Iordache a obținut gradul de colonel și a comandat divizionul de cavalerie din Iași. S-a implicat în acțiunea de stingere a incendiului izbucnit la Iași în 1834, fapt remarcat de către Mihail Sturdza care l-a însărcinat cu înființarea unei companii de pompieri militari. În data de 7 aprilie 1835, Iordache a fost numit de Sturdza ca hatman și inspector general al Miliției Moldovei, funcție pe care a îndeplinit-o până în anul 1842. Prin ordonanța nr. 35/ 1842, Adunarea obștească a Moldovei i-a adus „... cuvenitele mărturisiri de mulțumire”. Fiind în apropierea domnitorului, Sturdza l-a ridicat la rangul de spătar în 1835 și la 10 martie 1848 la rangul de logofăt.

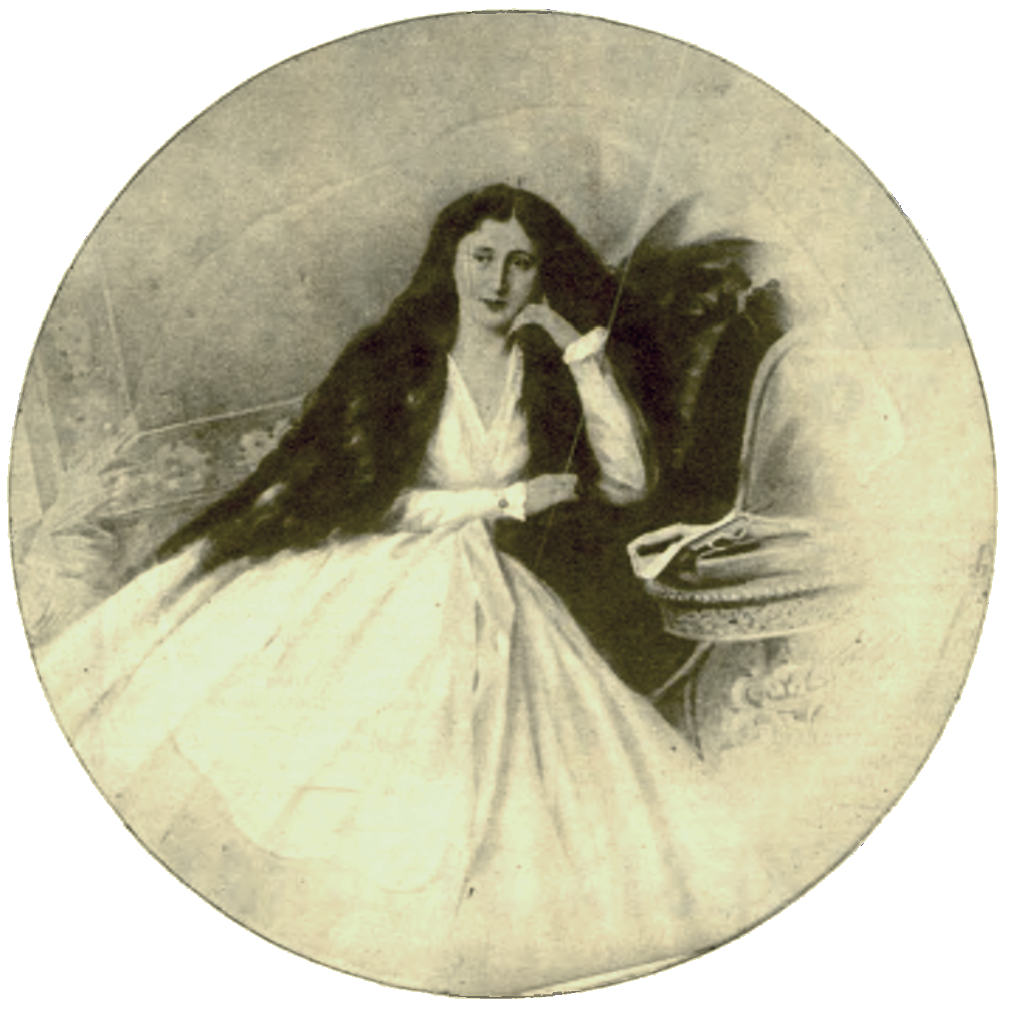
Eugenia (Evghenia) Boldur-Lățescu, căsătorită Aslan

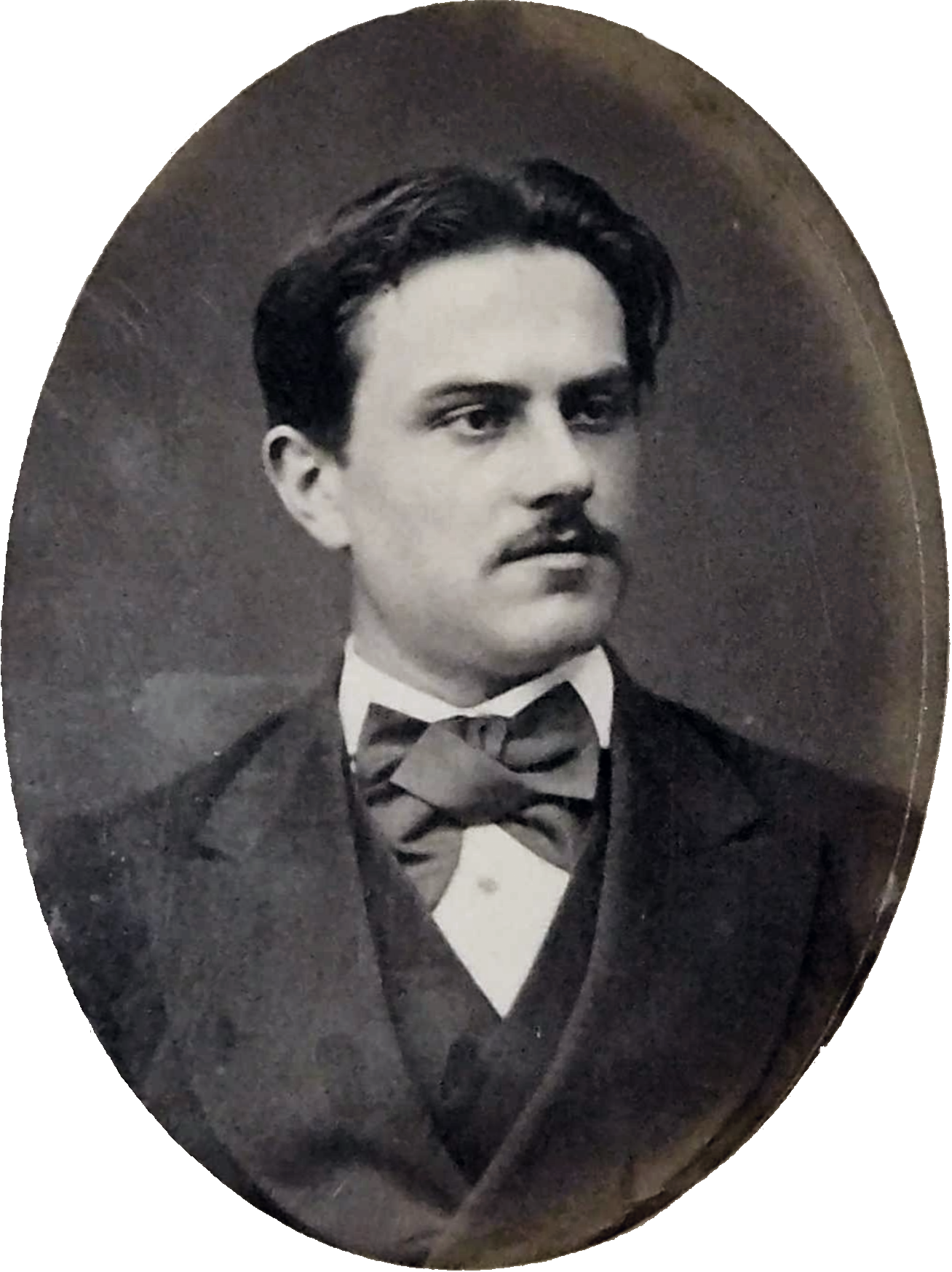
Teodor Boldur-Lățescu

Iordache a fost reinvestit ca hatman la 4 noiembrie 1854 de Grigore Alexandru Ghica, funcție în care s-a ocupat de organizarea învățământului militar. Datorită lui s-a înființat Școala militară din Iași, acolo unde au predat mai târziu Gheorghe Adrian, Dimitrie Asachi și Petru Scheletti (1808 - 1878), militar de carieră, colonel și aghiotant domnesc, și, din 1852, director al Departamentului Lucrărilor Publice din Principatul Moldovei, unul din reprezentanții influenți ai Mișcării separatiste din Moldova, tatăl lui Gheorghe Scheletti. Hatmanul Iordache, cu toate că avea probleme de sănătate și s-a retras în 9 aprilie 1856 la moșia lui de la Hudești, a participat activ ca membru la Consiliul administrativ al Moldovei. Din această postură el a semnat la 10/22 mai 1856, Adresa Divanului General către Grigore Alexandru Ghica, emisă ca răspuns la mesajul domnitorului înainte ca acesta să plece din Moldova. Mesajul adresei conține o analiză apreciativă la activitatea reformatoare derulată de domnitor în perioada 1849 - 1856. Autorii documentului l-au elogiat pe Ghica pentru sprijinul pe care acesta l-a acordat mișcării pentru Unirea Principatelor.
Iordache Gheorghe Boldur-Lățescu a făcut parte din familia Costache de boieri patrioți, fiind strănepotul lui Lupu I Costache, și a respins dominația străină, cu predilecție pe cea a boierimii fanariote. A militat pentru Unire și a cerut ca toată lumea să contribuie la această mișcare „... jertfind fieși-care interesul său privat pentru binele comun”. Ca urmare, a fost prezent la înființarea Comitetului unirii de la Iași din 25 mai/6 iunie 1856 și la elaborarea proiectului program unionist, care prevedea unirea principatelor sub conducerea unui prinț străin care să facă parte dintr-o familie domnitoare din Europa și care să nu aparțină dinastiilor conducătoare din statele aflate în proximitatea Moldovei.
La 23 mai 1856, boierul Gheorghe Boldur Costache, „șeful oastei Moldovei, cavaler a mai multor ordine”, i-a trimis lui Gheorghe Asachi un manuscris pe care pretindea că l-a descoperit. Manuscrisul poartă denumirea de Cronica lui Huru. El a susținut că provine din secolul al XV-lea. În scrisoarea însoțitoare, el cerea ca fragmentul să fie tipărit pe cheltuiala sa în o mie de exemplare, împreună cu o „Prefață”, în care explica: „Lumina ce poate produce în filile Istoriei acest tratat las a se degiudeca și a se comenta de cătră literați; eu, mulțemit în conștiința mea de a putea contribui la un rezultat atât de însămnător pentru Istoriea Patriei, mă măgulesc că nu l-am lăsat a zăcea, ca până acuma, în întuneric, supus fatalităței a peri ca multe și foarte interesante alte manuscripte”.
Nouăsprezece boieri împreună cu Toderiță Balș, care era un instrument local al Austriei și Turciei, au încercat să-l demită pe Iordache Gheorghe Lățescu, înaintând o petiție către marele vizir Mustafa Reșid Pașa. Victor Place, consulul francez din Iași, l-a informat printr-o scrisoare despre tentativa organizată de grupul de boieri pe Édouard de Thouvenel, ambasadorul francez la Istanbul, Imperiul Otoman. Victor Place a avansat propunerea ca, în eventualitatea demiterii lui Toderiță Balș din postul de caimacam, să fie numită o persoană onestă. În lista propunerilor avansate se regăsește citat și Gheorghe ( Iordache ) Lățescu. Înainte să moară, logofătul Gheorghe Lățescu a semnat pe 7/19 februarie 1857, Petițiunea Partidei Unioniste adresată marelui vizir.

Portretul Olgăi (Teodor) Boldur-Lățescu (martie 1896)

Gheorghe Costache a fost un promotor al progresului, fiind unul dintre puținii latifundiari din Moldova care în acele timpuri au avut preocupări cu privire la modernizarea agriculturii. Astfel, el a introdus mecanizarea în agricultură și selecționarea raselor de animale. Moșia de la Hudești a fost un model de exploatare rurală. Hatmanul a ajutat țărănimea de pe moșiile sale și a cerut prin testament ca și urmașii lui să facă același lucru. Unul din punctele testamentare prevedea un ajutor care să fie dat țăranilor nevoiași de 1.100 galbeni, dar și trimiterea copiilor lor la învățătură. Ca urmare, el a înființat în Hudești Școala Costăchească într-o clădire construită de el, în care, în anul 2011, funcționa o școală generală. Costache Iordache Lățescu a ctitorit și bisericile din Hudești, a restaurat așezământul ascendenților lui, ctitorit în 1757, de la Rediu și Bivolul, astăzi aflate în județul Botoșani.
Dacă în plan social, a fost un om realizat, Gheorghe Lățescu a avut eșecuri în viața familială. A divorțat de două ori din cauza unui comportament discutabil al soțiilor sale - Eufrosina, fiica hatmanului Vasile Roset, și Ana ( Anica ), fata logofătului Toader Balș ( altul decât caimacamul Balș ). Cu Eufrosina a avut o fată - Esmeralda ( Smaranda sau Didița ), care s-a căsătorit cu Nicolae Mavrocordat, după ce acesta a divorțat de Zulnia Negre. Cu Ana Balș a avut doi băieți - Teodor și Gheorghe [ George, după Elena Monu ], și două fiice - Eugenia ( Evghenia ) și Olga. George, s-a căsătorit de două ori, prima oară cu Ruxanda Palade și apoi cu Elena Aslan. Eugenia, a trecut prin două căsătorii - cu Constantin Aslan și Conduratu, și Olga a fost nevasta unui ofițer austriac - Ferdinand von Bartsch. Teodor a avut trei soții - Tereza Exarcu, Olga (C)Kurt și Ana Aslan, și a avut trei fiice - Esmeralda ( Smaranda, căsătorită Aslan ), Eugenia ( căsătorită Brăilescu ) și Olga. Olga s-a căsătorit la 25 de ani cu un văr de-al ei, George Lățescu, și după ce a divorțat de el ( 1896 ), a trăit o viață aventuroasă de curtezană la București.
Din cauza decăderii moravurilor din secolul al XIX-lea, s-a constatat o creștere îngrijorătoare a divorțurilor. Rezultatul endogamiei boierimii a dus la căsătorii între rude. Se poate vedea acest fenomen în cazul Esmeraldei, fata lui Teodor, care s-a căsătorit cu vărul ei primar - Leon Aslan, băiatul Eugeniei cu Constantin Aslan.
Declinul familiei Boldur-Lățescu a venit după 30 - 40 ani de la decesul hatmanului Iordache, moment în care moștenitorii acestuia au vândut 30.000 hectare de  teren și pădure din „moșia Hudeștii Mari” unuia din arendașii lor de origine armenească. Din memoriile publicate de Gheorghe Boldur-Lățescu, ultimul Boldur al ramurii Boldur-Lățescu, reiese că „... în mod inexplicabil, în numai o singură generație, imensa avere a Hatmanului s-a risipit, iar prin anul 1900 ea intră în posesia lui Mochi Fisher fostul contabil al moșiei”.
Iordache Gheorghe Boldur-Lățescu a murit în 19 februarie 1857 și a fost înhumat la Biserica Sfinții Voievozi din Hudești, ctitorie ridicată între anii 1756-1759 de Mihalache Costache Lățescu.

### Teodor Boldur-Lățescu
Teodor Boldur-Lățescu (n. 1837, Moldova – d. iunie 1891, Botoșani, România) a fost un om politic, activist, avocat, filantrop, eseist și publicist român, cunoscut pentru susținerea violentă a separatismului moldovenesc.

### Gheorghe Boldur-Lățescu
Gheorghe [ George, după Elena Monu ] Boldur-Lățescu, fiul cel mai mic al hatmanului Iordache, a fost militar de carieră și aghiotantul lui Alexandru Ioan Cuza și ulterior al Regelui Carol I al României. A luat parte la Războiul din 1877. Conform afirmațiilor Elenei Monu, a fost căsătorit cu Ruxanda Palade și mai apoi cu Elena ( Eleonora ) Aslan. Din memoriile ultimului Boldur, Gheorghe Boldur-Lățescu, reiese că a rămas văduv în anul 1890 și s-a retras cu gradul de maior la Săliștea Sibiului căsătorindu-se cu o localnică.  Gheorghe a avut un băiat pe care l-a botezat tot Gheorghe [ George, după Elena Monu ].
Gheorghe [ George, după Elena Monu ] Boldur-Lățescu a fost fiul precedentului Gheorghe, A făcut studiile la Paris și și-a desfășurat activitatea ca profesor de limbi clasice la Bacău. Ulterior a fost directorul Prefecturii din Constanța, a murit de tânăr. Gheorghe a avut un băiat botezat Ion. După Elena Monu, Gheorghe a fost căsătorit cu Elena Vlaicu.

### Ion Boldur-Lățescu
Ion Boldur-Lățescu ( n. 1899 – d. 1985 )  a fost un militar de carieră, într-o perioadă aghiotatul ( 1920 - 1922 ) colonelului Ion Antonescu. La 18 ani a avut gradul de sublocotenent și a participat la Primul Război Mondial luptând la Mărășești. În Al Doilea Război Mondial a comandat cu gradul de maior Divizionul de cavalerie pe Frontul de Răsărit. A fost decorat de Ion Antonescu cu Ordinul național „Steaua României” în grad de ofițer ca urmare a luptelor la care a participat dincolo de Nistru.

## Gheorghe I. Cronț
Gheorghe I. Cronț (n. 7 august 1903, Vatra, comuna Hudești, județul Botoșani - d. 31 august 1976, București ) a fost un teolog, jurist, istoric în drept și profesor universitar de religie și limba elină de origine română. A fost membru plin al Societății române de studii bizantine.

Gheorghe I. Cronț

S-a născut la 7 august 1903 în satul Vatra din comuna Hudești, județul Botoșani. Cursurile elementare le-a făcut la școala gimanzială din satul Vatra, după care a urmat cursurile secundare la Iași în perioada 1917 - 1921. A absolvit Facultatea de Drept din București în 1929 și Facultatea de Teologie din București în 1930 cu magna cum laudae. A făcut apoi cursuri complementare la Școala de înalte Studii din Paris, la secția de științe religioase în perioada  1930 - 1933. Între anii 1934 - 1935 a urmat Facultatea juridică a -Universității din Atena. În 1934 a devenit doctor în drept la Paris și în 1935 doctor în teologie.

Între anii 1935 - 1937, a fost profesor de religie și limba elină la Facultatea de Drept a Universității din București și în perioada 1939 - 1951, asistent la Facultatea de Litere a Universității din București. A obținut în 1965 titlul de doctor docent în drept. A fost colaborator al Consiliului Legislativ ca referent stagiar în perioada 1939 - 1946 și între 1946 - 1948 referent titular. Din cauză că s-a desființat Consiliul Legislativ, Gheorghe Cronț s-a angajat la Institutul de Istorie „Nicolae Iorga” din București unde a activat între anii 1948 - 1971. În cadrul Academiei Române a condus colectivul de vechi drept românesc. A revenit în învățământul superior în 1974 la catedra de istoria dreptului românesc.
Specializat în drept, și-a adus decisiv contribuția la studiul vechiului drept românesc și a receptării
dreptului bizantin în izvoarele juridice românești. A editat izvoare juridice și a publicat studii importante
cu privire la acestea.
În 1935 a obținut Premiul „Arista” decernat de Academia de Științe
din Atena. A fost membru plin al Societății române de studii bizantine.

### Cărți publicate
- Justiția și legislația canonică (1929);
- Sociologia franceză și religia (1929);
- Iconomia în dreptul bisericesc ortodox. I: Principii, II: Dispensa și Grațierea (1937)
- Este îndreptățită autoritatea bisericească să pronunțe două pedepse pentru aceeași abatere? (1937);
- Influența creștinismului asupra dreptului (1937);
- Clerici în serviciul justiției (1938);
- Prescripția în dreptul bisericesc ortodox (1938);
- Pravilniceasca condică a lui Ipsilanti în Ediția Zepos din 1936 (1944);
- Dreptul bizantin în țările românei (1958);
- Dreptul de ctitorie în țările române (1960);
- Byzantine juridical influences in the Rumanian Feudal Society (1 964);
- Academia domnească din București în secolul al XVIII-lea (1965);
- La reception des Basiliques dans Ies Pays Roumains (1965);
- Les novelles de Leon le Sage dans Ies Pays Roumains (1967);
- L'Eclogue des Isauriens dans les Pays Roumains (1968);
- Instituții medievale românești. înfrățirea de moșie. Jurătorii (1969);
- Feudalismul bizantin (1971);
- Acte judiciare din Țara Romînească, 1775-1781, (1974).[47]

Studii de drept roman:
- Le livre de jugement de l'empereur Justinien. Compilation des sources byzantines en versions slave et roumaine (1968);
- Ecloga Isauriană în Țările Române (1969);
- Loi de jugement. Compilation attribuee aux empereurs Constantin et Justinien, Versions slave et roumaine (coautor - 1971).[47]

Colaborări:
- Codul Calimach (1958);
- Carte românească de învățătură (1961);
- Îndreptarea Legii, 7652(1962).[47]

## Florin Hudeșteanu
Florin Aurel Hudeșteanu ( n. 20 februarie 1926, Alba, comuna Hudești, județul Botoșani ) este un solist bas de operă.
S-a născut în satul Alba, comuna Hudești, în familia lui Lazăr și Olga Harabulă. A absolvit școala generală din satul Mlenăuți pe vremea în care directorul școlii era Alexandru Asăvoaie. A urmat cursul seral al Liceului Matei Basarab din București în perioada  1952 - 1956 și a studiat apoi la Conservatorul din București la catedra de canto clasic cu profesorii Mihail Vulpescu și Constantin Stroescu. La partea de muzică teoretică l-a avut profesor pe Nicolae Oancea.
La înființarea Teatrului Muzical din Constanța în anul 1951, a fost angajat ca solist, fiind transferat de la Ansamblul Artistic „Ciocârlia” al M.A.I. din București. Debutul lui a fost făcut cu rolul Nilakantha din opera Laocome de Léo Delibes. Cu acest prilej a fost remarcat de criticul Edgar Elian care a menționat pentru Revista Muzica că „... Basul Florin Aurel Hudeșteanu, de fapt mai degrabă un bas-bariton, cu un ambitus foarte întins, o voce de calitate și un joc de scenă sugestiv. În rolul lui Nilakantha din Laocome, Hudeșteanu produce o foarte bună impresie, el tălmăcește celebra arie din actul II cu o remarcabilă forță expresivă și reușește în general să insufle personajului său o viață intensă”.
A interpretat o mulțime de roluri precum Don Bazilio din Bărbierul din Sevilla, Angelotti și Sciarrone din Tosca, Contele Ceprano din Rigoletto, Grenvil din Traviata etc. A interpretat și roluri din operete ca Glakel din Lăsați-mă să cânt de Gherase Dendrino sau din Văduva veselă de Franz Lehár etc. A cântat pe scenele operelor din Iași, Cluj, Galați și Brașov.
În 1962 s-a transferat la Opera Română din București. A interpretat roluri în opere transmise de către Radioteleviziunea Română precum Andrea Chénier și Oresteia. A participat cu Opera Română la turnee organizate în afara României în Belgia, Franța, Italia, Germania, Bulgaria, Iugoslavia, URSS și Cehoslovacia. Cu Opera din Milano a participat în trei ani consecutivi la turnee europene. În turneele organizate la Palermo și Viena a interpretat muzică bizantină și muzică românească clasică.
După pensionarea sa de la Opera Română a mai colaborat cu Filarmonica George Enescu cu care a făcut turnee în străinătate până în anul 1986. A fost căsătorit cu Anastasia Zaman din Galați, artist liric. În 2010 era veteran de război cu gradul de locotenent. Linia carierei militare a început în 1943 - 1945 când a fost voluntar cu dispensă de vârstă la Școala de subofițeri-jandarmi de la Târgu-Ocna. A fost avansat la gradul de sergent în 1945, după venirea sa de pe frontul celui de Al Doilea Război Mondial. Ulterior a ajuns la gradul de locotenent trecând prin toate gradațiile.

## Emil I. Luca
Emil I. Luca ( n. 6 octombrie 1915, Lupeni / Hudești, Dorohoi - 11 iulie 2007, Iași ) a fost un profesor universitar, doctor docent și inginer român.

## Camelia Macoviciuc
Camelia Macoviciuc (Mihalcea după căsătorie; n. 1 martie 1968, Baranca, Hudești, Botoșani, România) este o canotoare română, laureată cu aur la Atlanta 1996. 

## Maria Macoviciuc ( Sava )
Maria Sava (n. Macoviciuc; n. 1 august 1959, Baranca, Hudești, Botoșani, România) este o canotoare română, campioană mondială la Nottingham 1986, la Copenhaga 1987 și campioană mondială universitară la Zagreb 1987. 

## Gheorghe Maftei
Gheorghe Maftei (n. 13 aprilie 1935, Hudești - d. 1 noiembrie 2021, Iași ) a fost artist plastic care a abordat o serie de tehnici plastice ca pictura, grafica, sculptura, metaloplastia, mozaicul, vitraliu, arte decorative.
Gheorghe Maftei s-a născut la 13 aprilie 1935 în Hudești, județul Botoșani. A absolvit în anul 1964 cursurile secției Pictură Murală, la Institutul de Arte Plastice „Nicolae Grigorescu” din București. A fost profesor de desen și pictură la Liceul de Artă „Octav Băncilă” din Iași în perioada 1964-1996, dar și director al liceului timp de 12 ani ( 1975 - 1987 ). A fost conferențiar la Secția Patrimoniu Cultural din cadrul Facultății de Teologie Ortodoxă „Dumitru Stăniloae” din Iași.
Gheorghe Maftei și-a început activitatea artistică în anul 1965. Arta lui se caracterizează prin abordarea tuturor tehnicilor plastice: pictură, sculptură, grafică, metaloplastice, vitraliu, mozaic și artă decorativă. A devenit membru al Uniunii Artiștilor Plastici din România și a realizat numeroase expoziții naționale și internaționale, primind o serie premii la diferite concursuri și festivaluri. Ultima expoziție retrospectivă a avut loc în 2021, organizată de Ateneul Național din Iași.

## Doina Melinte
Doina Melinte (născută Doina Beșliu; n. 27 decembrie 1956, Mlenăuți, Hudești, Botoșani, România) este o atletă și antrenoare română de atletism, campioană olimpică, mondială, europeană și națională, care s-a distins mai ales în atletismul de semifond.

## Ioan Niculiu
Ioan Niculiu ( n. 21 ianuarie 1896, Suharău - d. 29 aprilie 1973, București ) a fost un învățător român, director al Școlii Costăcheasca din Lupeni / Hudești. A făcut Școala Normală „Vasile Lupu” din Iași după care a urmat Școala de Ofițeri de Rezervă din Botoșani care i-a conferit gradul de sublocotenent în rezervă. A fost combatant în Primul Război Mondial, luptând pe Frontul Mărășești - Nămoloasa unde a fost rănit foarte grav. A fost decorat cu Virtutea Ostășească clasa I-a Mărășești și cu Crucea de Război.
În ziua de 1 septembrie 1919 a devenit director al Școlii Costăcheasca din Lupeni, comuna Hudeștii-Mari, județul Dorohoi. A făcut restaurări ale clădirilor școlilor de pe teritoriul comunal, le-a dotat cu materiale didactice și a reînființat corul școlar. A fost promotorul înființării comitetului de construcții școlare și a școlii de meserii. A fost în conducerea Căminului Cultural din Hudești.
A contribuit la elaborarea manualului de geografie pentru clasa a II-a primară folosit în județul Dorohoi, împreună cu I. G. Dumitrașcu și Mihail Andreescu. Acest manual a fost modelul recomandat de conducerea județeană pentru elevii aflați în școlile sătești. Ioan Niculiu a colaborat permanent cu Ziarul Cuvântul nostru, organ de presă al Asociației învățătorilor din Județul Dorohoi, unde a publicat o serie de articole. În perioada 1948 - 1953 a inițiat înființarea cursurilor pentru adulți, aducându-si astfel aportul pentru lichidarea analfabetismului din satele hudeștene. Ca urmare a fost cooptat ca director al Asociației Învățătorilor din Județul Dorohoi, apoi în conducerea Uniunii Ofițerilor în Rezervă din județ precum și în Comitetul Școlar Județean.
Ioan Niculiu a fost membru în consiliile de conducere ale Băncii Învățătorilor, ale Federalei Băncilor Populare, ale Uniunii Obștilor și Cooperativelor din județul Dorohoi. A făcut parte din Consiliul Superior de Conducere al Institutului Național al Cooperației din România. A condus ca președinte Banca Populară „Alexandru Ioan Cuza” din Hudești, a înființat și condus Cooperativa Agricolă din Hudești și Cooperativa de Consum „Frăția” din Hudești. În perioada 1939 - 1940 a fost revizor școlar, apoi a fost numit în funcția de director al Școlii de Băieți Grivița din București, apoi la Liceul Mixt nr. 2 din Cartierul Militari până în 1958, anul pensionării.
A fost căsătorit cu Margareta Niculiu cu care a avut doi băieți. Băiatul cel mare, George Niculiu (chirurg la Spitalul Colțea și Fundeni) a murit într-un accident de circulație în ziua de 30 aprilie 1972. Învățătorul Niculiu a mai supraviețuit un an și Margareta a decedat în 11 decembrie 1986. Cel de al doilea băiat al familiei, Florin Niculiu ( n. 1928, Hudești, Botoșani - d. 1997, București ) a fost un pictor peisagist român.

## Florin Niculiu
Florin Niculiu ( n. 10 iulie 1928, Hudești, Botoșani, România – d. 22 mai 1997, București ) a fost un pictor peisagist român.

## Constantin Pintilie
Constantin Pintilie ( n. 31 august 1933, Lupeni/Hudești - d. 1 august 2011, ?) profesor de agrotehnică.

## Vasile Turcu
Vasile Turcu (n. 11 august 1954, Hudești, Botoșani, România – d. 9 martie 2017, București, România) a fost un om de afaceri român care a deținut grupul de firme Romconstruct, în jurul căruia au fost grupate 9 companii.

## Vasile D. Turic
Vasile D. Turic (n. 14 iunie 1903, Bașeu - d. 28 iulie 1977, Bașeu ), a fost învățătorul satului Bașeu.
Vasile Turic s-a născut în satul Bașeu la data de 14 iunie 1903 în familia lui Dumitru Turic și al Vasilicăi ( n. Barzaban ). A făcut primele patru clase la școala primară din Lupeni și a urmat cursurile Liceului din Pomârla al lui Anastasie Bașotă începând din anul școlar 1914 - 1915. A avut o întrerupere a cursurilor din cauza derulării Primului Război Mondial și a absolvit liceul în anul 1924. A funcționat în această perioadă și ca învățător suplinitor la școlile din Vatra, Grivița, Cordăreni și Păltiniș. A absolvit în 1926 Școala Normală Mihai Eminescu din Botoșani și a obținut diploma de învățător. În 1927 era învățător la școala din Molnița și din 1 septembrie 1927 a fost numit ca învățător provizoriu la Școala Gura Putilei din județul Rădăuți. De acolo a plecat să-și facă stagiul militar la Regimentul de Vânători nr. 8 din Cernăuți. După efectuarea stagiului militar, pe 1 septembrie 1928 a fost transferat la Școala Primară din Alba, comuna Hudești, unde a fost învățător până în anul 1934, an în care s-a mutat ca învățător la școala din Bașeu. Aici a activat până în 1947, anul pensionării. În toată perioada cât a fost angajat la școlile din comuna Hudești, Vasile Turic a activat în cadrul Ateneului Popular din Hudești, înființat în anul 1924.
A revenit ca învățător și director la școala din Bașeu după 19 ianuarie 1950 și până în anul 1967, anul pensionării cu limită de vârstă. Vasile Turic a făcut parte din Sfatul Bătrânilor al comunei Hudești și în 1941 a scris o monografie a satului Bașeu aflată în stadiul de manuscris.
În 1935 s-a căsătorit cu Elisabeta Atitienei din Vatra cu care a avut trei copii. Toți trei au făcut studii superioare - Laurențiu Turic a devenit profesor universitar la Institutul Politehnic Gheorghe Asachi din Iași, Angela Turic profesoară și Dan Turic inginer. Vasile Turic a decedat pe 28 iulie 1977 și a fost înmormântat în cimitirul satului Bașeu.